# Поход Тахмасиба I (1552)
Поход Тахмасиба I — поход второго правителя Сефевидской империи шаха Тахмасиба, предпринятый в ответ на походы султана Сулеймана на сефевидские земли. Целью похода было принудить османов к миру посредством ослабления их тыла.

## Исторический фон
Османский правитель султан Сулейман до этого похода Тахмасиба трижды совершал походы на сефевидские земли (в 1534, 1535 и 1548 годах). Тахмасиб, чтобы избежать открытых боев против многочисленной османской армии, прибегал к особой тактике. Благодаря этому, он добился того, что османские походы, несмотря на их большую затратность, завершались неудачно. В результате этих походов Османская империя смогла удержать лишь Багдад, и каждый раз оказывалась вынуждена покидать захваченные территории. После похода султана Сулеймана в 1548 году шах Тахмасиб организовал поход на османские земли. В этом ему активно помогал его сын Исмаил Мирза.

## Поход
В 1552 году начался поход Тахмасиба I на османские земли. Поводом для этого стал поход правителя Эрзурума Искендера-паши на Хой. Летом 1552 года по приказу шаха Тахмасиба начался сбор войск. Они разделились на 4 части и были отправлены в 4 направлениях:
1. Эрчиш и Беркийе – (Масум-бек Сефеви, Аллахгулу-бек Айджек оглу, Али Султан Текели, Шамсаддин-хан Бидлиси, Халифеи Ансар, Хамза-бек Талыш, Улугхан-бек Саадли и др.).
2. Пасине (Шахверди Султан Зияд оглу и Эдхем-бек Румлу).
3. Арабский Ирак (Ибрагим-хан Зульгадар, Шахгулу-хан Афшар, Чираг Султан).
4. Девиле (Байрам-бек Гаджар, Тойгюн-бек Гаджар и грузинский правитель, вассал Сефевидов Кейхосров).

Тахмасиб I лично участвовал в походе и сам разработал план военной операции. В результате похода на территории Эхлета было захвачено 30 тысяч голов овец, 10 тысяч голов скота, 3 тысячи лошадей. Крепость Ахлат была разрушена. Были уничтожены дома и посевы на территории Вана. Провинции Бидлис, Востан, Адильджеваз, Эрчиш, Муш, Пасин подверглись нападению.
Возглавляя успешный поход, шах Тахмасиб решил наказать османского правителя Эрзурума Искендера-пашу и поручил сделать это своему сыну Исмаилу Мирзе. В этом походе принимали участие правитель Карабаха Шахверди Султан Зияд оглу, Бадр-хан Устаджлы, правитель Чухурсаада Шахгулу Султан Устаджлы, Мухаммед-хан Мосуллу Тюркман и другие видные эмиры. Искендер-паша, рассчитывая на численное превосходство(тюрки и курды из Арзинджана, Тарджана, Байбурта, Кемаха, Мереша, Трабзона, Курдистана и Грузии), решил покинуть крепость и вступить в бой с Исмаилом Мирзой. В этой битве при Эрзуруме Искендер-паша, заметив растущее давление с левого и правого флангов со стороны кызылбашей, бросился вперёд. Однако, ввиду угрозы попасть в окружение, был вынужден отступить. В это время Исмаил Мирза стоял на возвышении неподалёку от поля боя. Османы, не выдержав атаки кызылбашей, в панике стали бежать к крепости. Многие из них попали во рвы вокруг Эрзурумской крепости. Рвы был полны людьми и лошадьми. В неразберихе османы забыли запереть ворота и кызылбаши сумели проникнуть в крепость. Помимо погибших в результате падения в ров османы потеряли ещё 2576 человек в бою. Видные представители османской знати: правитель Трабзона Мустафа-бек, правитель Мереша Кабир Иса, представитель султана Мухаммед-бек, брат Искендера-паши Рамазан-бек, правитель Малатьи Хейраддин-бек и многие другие были взяты в плен.
Затем Исмаил Мирза прибыл в шахский лагерь близ Эрчиша. Бойцы воинской части крепости убили командующего и сдали крепость кызылбашам. По приказу шаха крепостное укрепление было разрушен. Затем была взята крепость Бергири. Исмаил отправился в Курдистан. В этом походе кызылбаши захватили множество трофеев (товары, лошади, мулы и скот) и пленных. В марте-апреле 1533 года шах вернулся из похода в Нахчыван. В том же году Тахмасиб направил эмира Шамсаддина Дильджани к султану для ведения мирных переговоров. Но, как пишет Гасан-бек Румлу, в письме, доставленном вернувшимся послом, султан не выказал должного почтения падишаху «Востока и Запада» (то есть Тахмасибу I). В ответ на это шах вновь отправил Исмаила с войском в Курдистан. Войско, опустошив Ван, Востан, Эрчиш и Адильджеваз, вернулось с трофеями в Нахчыван, в резиденцию шаха.

## Итог
В результате этого похода османским владениям в Восточной Анатолии был нанесён большой ущерб. Проблемы материально-технического обеспечения, которые испытывала османская армия во время походов на земли Сефевидов, ещё более усугубились. После неудачи османского похода в 1554 году Сулейман начал переговоры о мире. В результате война между двумя империями, официально длившаяся с 1514-го до 1555 года, завершилась Амасийским мирным договором.